# Comuna de Bojanowo
Bojanowo (polaco: Gmina Bojanowo) é uma gminy (comuna) na Polónia, na voivodia de Grande Polónia e no condado de Rawicki. A sede do condado é a cidade de Bojanowo.
De acordo com os censos de 2004, a comuna tem 8939 habitantes, com uma densidade 72,4 hab/km².

## Área
Estende-se por uma área de 123,5 km², incluindo:
- área agricola: 73%
- área florestal: 18%

## Demografia
Dados de 30 de Junho 2004:
|                      | Total   | Total | Mulheres | Mulheres | Homens  | Homens |
| -------------------- | ------- | ----- | -------- | -------- | ------- | ------ |
|                      | pessoas | %     | pessoas  | %        | pessoas | %      |
| População            | 8939    | 100   | 4467     | 50       | 4472    | 50     |
| Densidade (pop./km²) | 72,4    | 100   | 36,2     | 36,2     | 36,2    | 36,2   |

De acordo com dados de 2002, o rendimento médio per capita ascendia a 1286,13 zł.

## Subdivisões
- Czechnów, Gierłachowo, Giżyn, Golina Wielka, Golinka, Gołaszyn, Gościejewice, Kawcze, Pakówka, Sowiny, Sułów Mały, Szmezdrowo, Tarchalin, Trzebosz, Wydartowo Drugie, Wydartowo Pierwsze, Zaborowice.

## Comunas vizinhas
- Góra, Miejska Górka, Poniec, Rawicz, Rydzyna, Wąsosz